# جون جيل (لاعب كريكت)
جون جيل (1854 في المملكة المتحدة - 1888 في نيوزيلندا) (بالإنجليزية: John Gill)‏ هو لاعب كريكت نيوزلندي.

## وصلات خارجية
- جون جيل على موقع إي آس بي آن كريك إنفو (الإنجليزية)